# La Muraille qui pleure

La Muraille qui pleure  est un moyen-métrage muet français réalisé par Gaston Leprieur, sorti en 1919.

## Synopsis
En pleine campagne, un écriteau invite les passants à prier en mémoire de Marion, morte d'avoir trop souffert.
Marion est un enfant trouvé par un vieil homme barbu, plus ou moins vagabond. Passe par là un fermier, qui décide avec sa femme d'élever l'enfant avec son autre fille. 
Les deux enfants grandissent et deviennent des jeunes femmes épanouies qui travaillent vaillamment à la ferme. Parfois le vieil homme vient voir Marion.
Leur bonheur commun est subitement interrompu un jour de chaleur où Marion est violée par un ouvrier agricole. Enceinte et mise au ban du village, mais toujours aimée par sa famille adoptive, Marion décide de partir à la ville.
Elle y accouche et confie le bébé à une nourrice, mais ne parvient pas à trouver un travail. Assise désespérée sur un banc, elle attire l'attention d'un homme riche qui décide de s'occuper d'elle.
Un an plus tard elle est devenue, au grand orgueil de son protecteur, une vraie femme du monde pour laquelle il organise une grande soirée.
Pendant ce temps, le vieil homme, sentant la mort venir, décide de venir la voir une dernière fois. Accompagné de sa sœur adoptive, il se présente à l'hôtel particulier où réside Marion. Les deux campagnards sont choqués de la transformation de Marion, habillée de manière peu décente et totalement transformée. Ils repartent presque sans un mot.
Pendant ce temps, le bébé de Marion est très malade mais son protecteur ne l'avertit pas avant la fin de la soirée. Lorsque Marion arrive finalement chez la nourrice, son bébé est mort.
Désespérée, Marion en deuil repart seule à la campagne. Le vieil homme, qui erre également dans les bois, la découvre morte, au pied du mur isolé où il l'avait découverte encore dans ses langes.

## Fiche technique
- Titre : La Muraille qui pleure
- Réalisateur : Gaston Leprieur
- Scénario : M. Toulet
- Producteur : Phocéa Films
- Distributeur : Ciné-location Éclipse
- Format : Noir et blanc — 35 mm — 1,33:1 — Muet
- Métrage : 1190 mètres
- Genre : Drame
- Durée : 45 minutes
- Date de sortie :
  - France : 21 mars 1919

## Distribution
- Yvette Andréyor : Marion
- Max Claudet
- Émile Keppens